# Hydraecia lampadifera
Hydraecia lampadifera är en fjärilsart som beskrevs av Walker 1865. Hydraecia lampadifera ingår i släktet Hydraecia och familjen nattflyn. Inga underarter finns listade i Catalogue of Life.